# هابیل آزکنا
هابیل آزکنا (اسپانیایی: Abel Azcona‎؛ زادهٔ ۱ آوریل ۱۹۸۸) عکاس، مجسمه‌ساز، هنرمند، و نویسنده اهل اسپانیا است. او به عنوان بچه تخس هنر معاصر اسپانیا شناخته می‌شود. هابیل در بسیاری از شهرهای جهان نمایشگاه‌هنری برگزار کرده‌است.
اولین آثار او به هویت اجتماعی، خشونت و و مشکلات می‌پرداخت اما آثار بعدی وی دارای ماهیت انتقادی، سیاسی و اجتماعی هستند.